# Sulm (Neckar)
 (novembre 2019).
Si vous disposez d'ouvrages ou d'articles de référence ou si vous connaissez des sites web de qualité traitant du thème abordé ici, merci de compléter l'article en donnant les références utiles à sa vérifiabilité et en les liant à la section « Notes et références ».
La Sulm (en allemand : die Sulm) est un affluent sur la rive droite du Neckar dans le district de Heilbronn, dans le Bade-Wurtemberg.
Ce cours d'eau n'est pas navigable.
Il prend sa source dans les monts Löwensteiner et s'écoule en direction du nord-ouest sur environ 25 km, vers la ville de Bad Friedrichshall et se jette dans le Neckar.
À partir de Neckarsulm, son cours est canalisé depuis les années 1970 sur une longueur de 2 km.
Le nom de vallée de Weinsberg est également utilisé comme un terme général pour la vallée de la Sulm et des vallées latérales.